# فرد دريك
فرد دريك (بالإنجليزية: Fred Drake)‏ هو موسيقي أمريكي، ولد في 28 يناير 1958، وتوفي في 20 يونيو 2002 بسبب سرطان الرئة.

## وصلات خارجية
- فرد دريك على موقع ميوزك برينز (الإنجليزية)
- فرد دريك على موقع أول ميوزيك (الإنجليزية)
- فرد دريك على موقع ديسكوغز (الإنجليزية)